# Stendelwurzen
Die Stendelwurzen (Epipactis) sind eine Pflanzengattung in der Familie der Orchideen (Orchidaceae).

## Beschreibung

### Vegetative Merkmale
Epipactis-Arten sind ausdauernde krautige Pflanze mit Rhizom und zahlreichen verdickten Wurzeln. Die Stängel sind beblättert.

### Generative Merkmale
Die zwittrigen Blüten sind zygomorph und dreizählig. Sie sind gestielt. Die Perigonblätter sind nur wenig differenziert. Die Lippe ist spornlos, durch Drehung des Fruchtknotens resupiniert und deutlich in einen vorderen und hinteren Teil gegliedert. Die Hinterlippe ist schüsselförmig. Die Vorderlippe ist herzförmig und trägt an Grund Schwielen.

## Systematik und botanische Geschichte
Der Name „Epipactis“ wurde erstmals von Theophrastos von Eresos, einem Philosophen und Botaniker der griechischen Antike, benutzt. Er bezeichnete damit allerdings nicht die heutige Orchideen-Gattung Epipactis. Die Erstbeschreibung der Gattung Epipactis erfolgte 1757 durch den Göttinger Botaniker Johann Gottfried Zinn in dessen Catalogus Plantarum Horti Academici et Agri Gottingensis auf Seite 85. Ein jüngeres Homonym, Epipactis Pers., wurde 1807 in Synopsis Plantarum, 2, S. 513 veröffentlicht. Synonyme für Epipactis Zinn nom. cons. sind: Limodorum Ludw. ex Kuntze nom. illeg., Parapactis W.Zimm., Amesia A.Nelson & J.F.Macbr., Helleborine Mill., Limonias Ehrh., Arthrochilium (Irmisch) Beck, Calliphyllon Bubani.

### Sektionen und Arten
Die Gattung Epipactis wurde 1842 von Thilo Irmisch mit ihren damals fünf bekannten Arten in zwei Sektionen gegliedert.

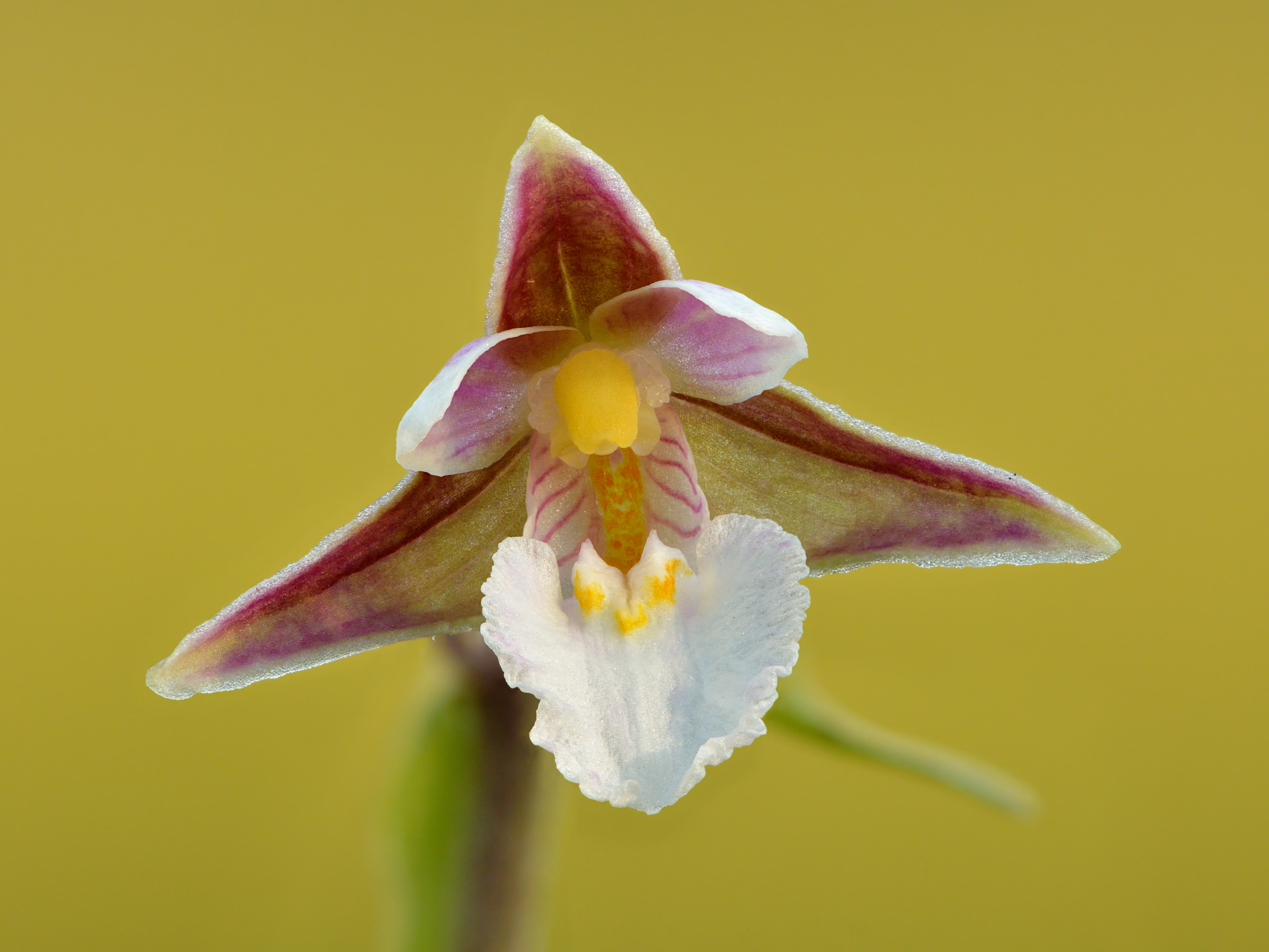
Sektion Arthrochilium: Sumpf-Stendelwurz (Epipactis palustris)

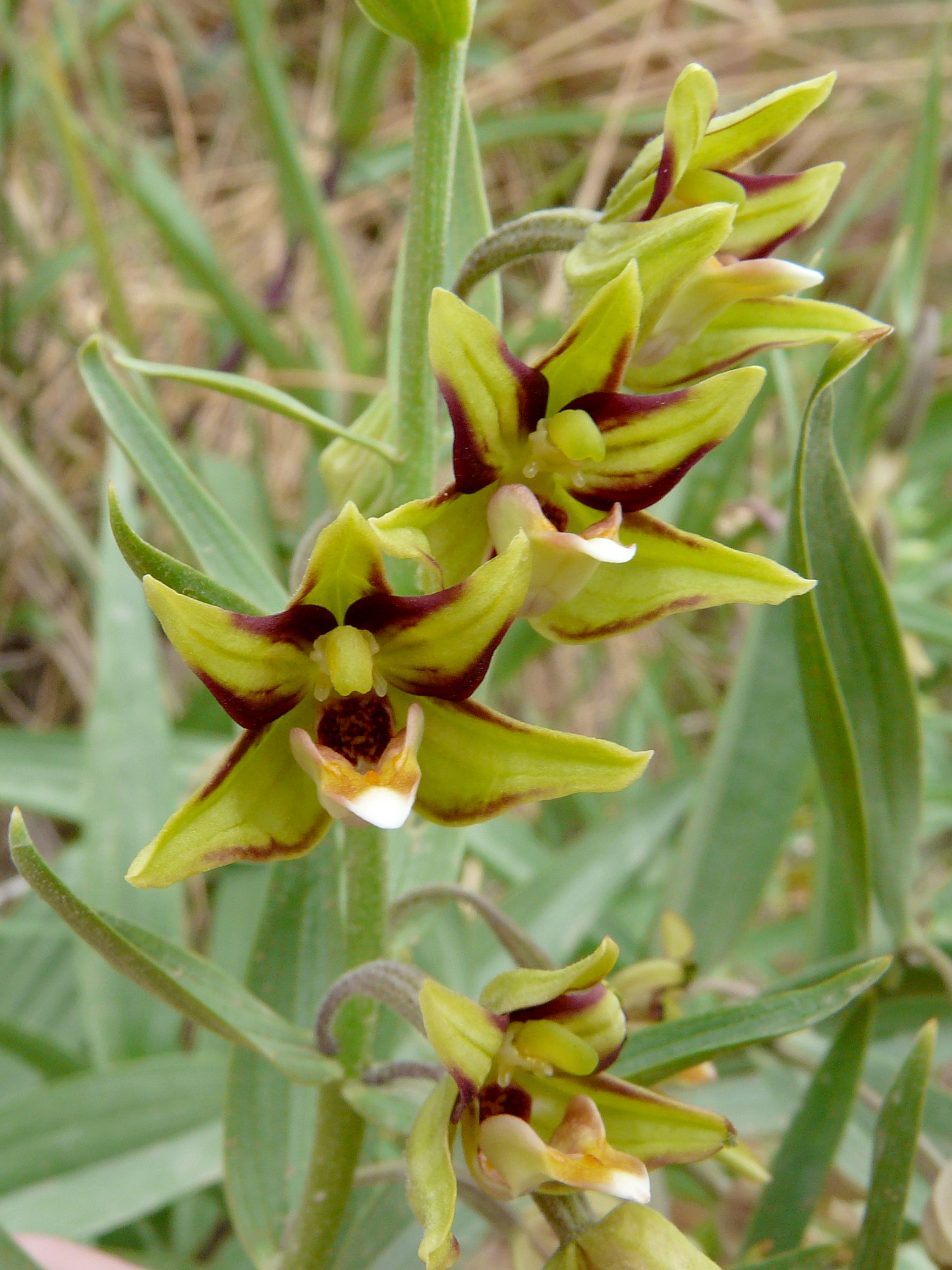
Sektion Cymbochilium: Germerblättrige Stendelwurz (Epipactis veratrifolia)

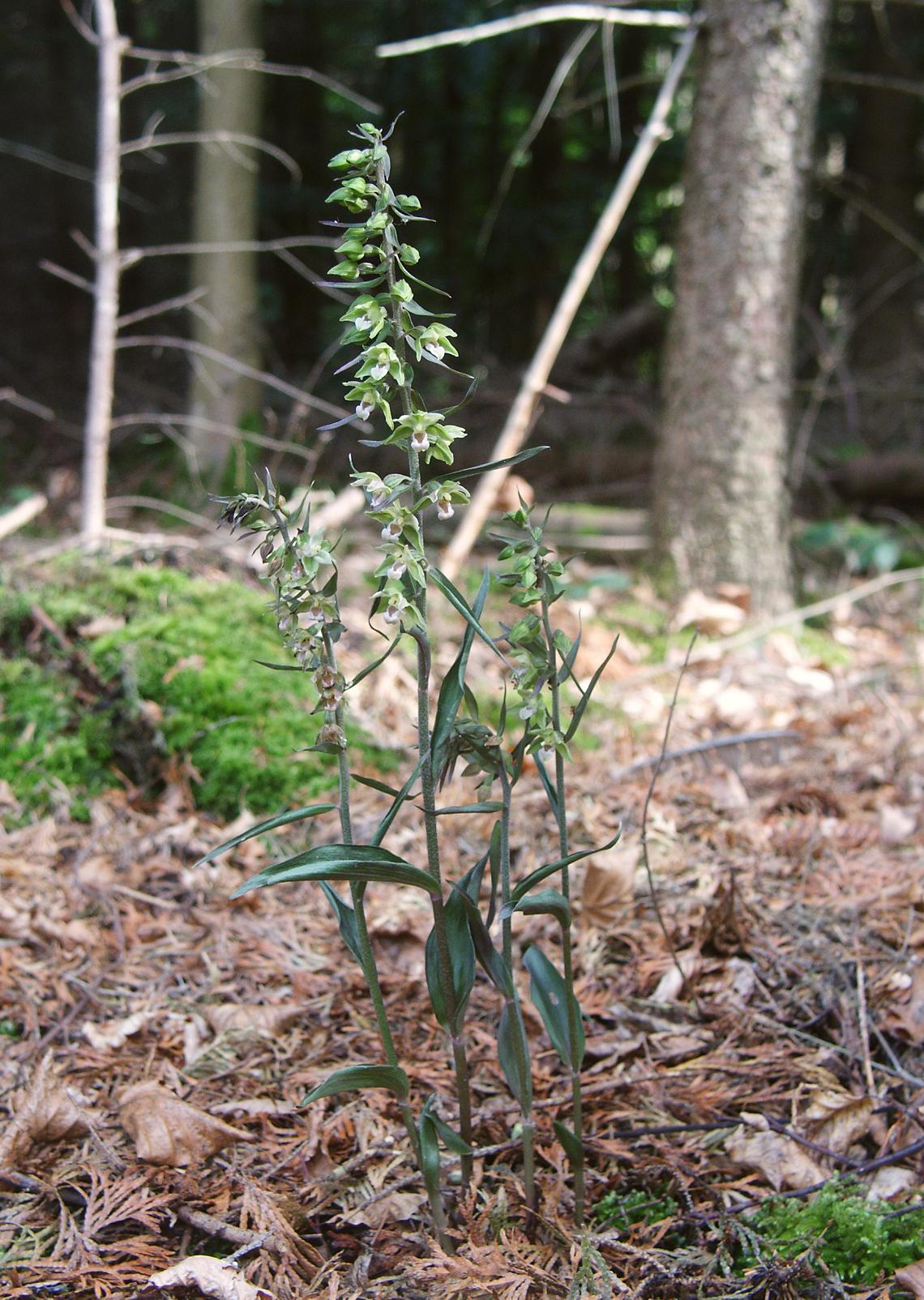
Sektion Epipactis Untersektion Porphyreochromatae: Violette Stendelwurz (Epipactis purpurata)

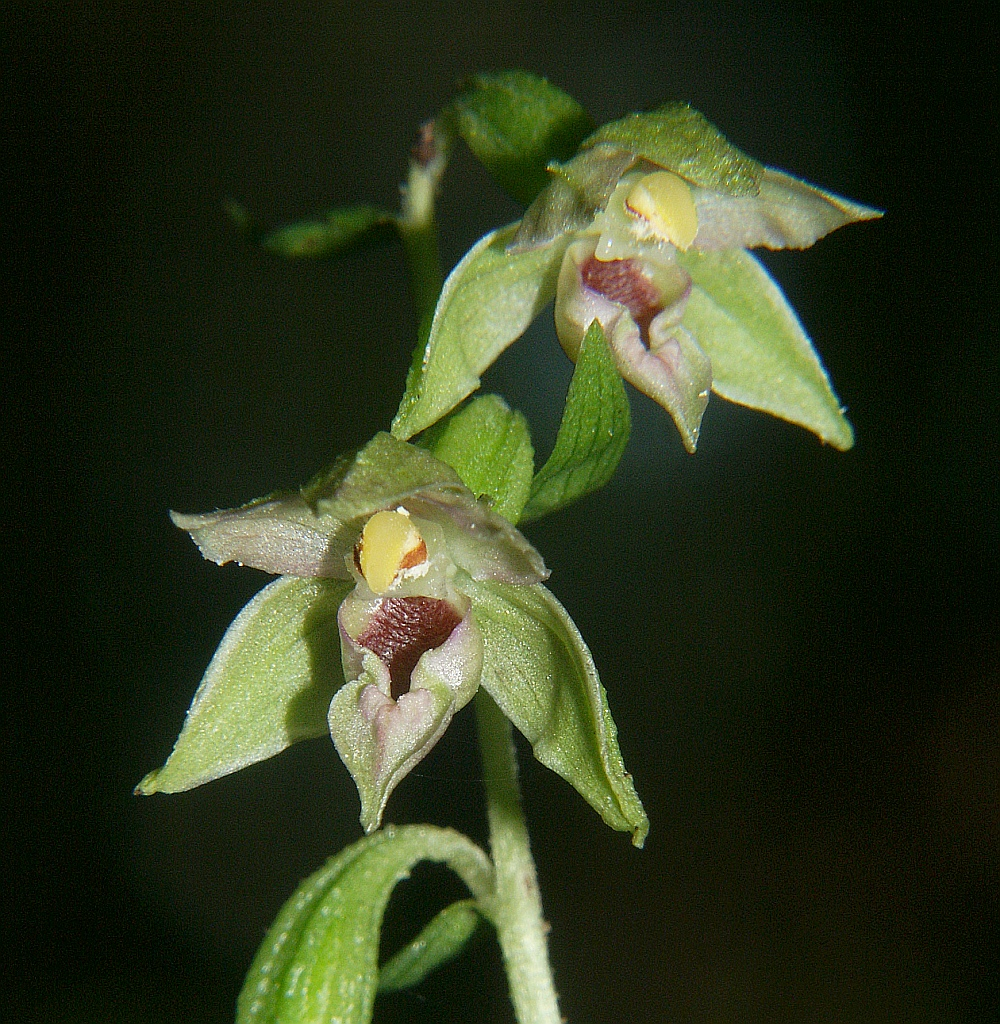
Sektion Epipactis Untersektion Autogamepactis: Schmallippige Stendelwurz (Epipactis leptochila)

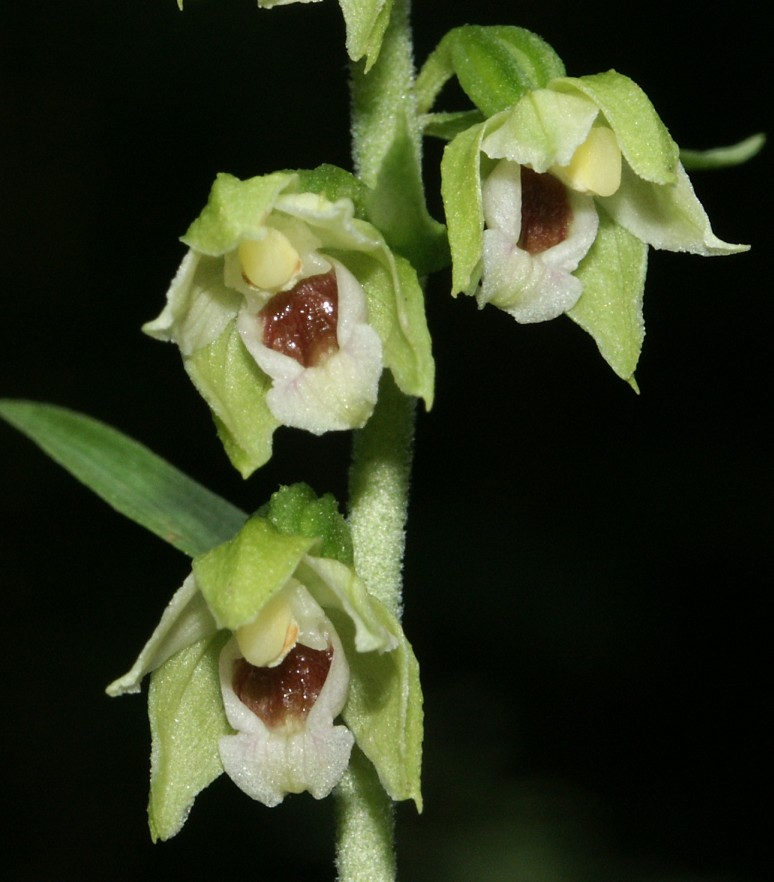
Sektion Epipactis Untersektion Autogamepactis: Müllers Stendelwurz (Epipactis muelleri)

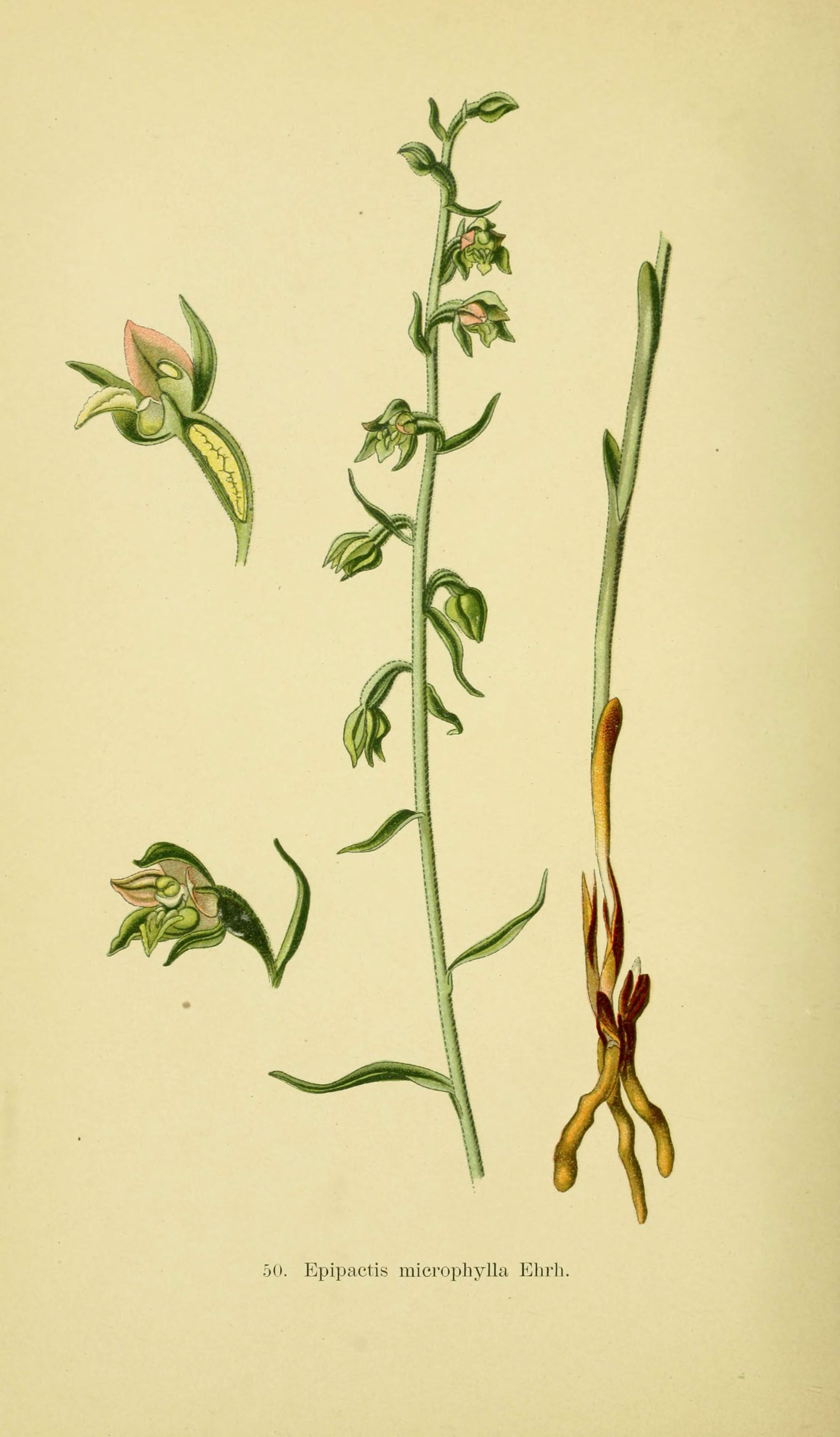
Illustration der Kleinblättrigen Stendelwurz (Epipactis microphylla) aus Abbildungen der in Deutschland und den angrenzenden Gebieten vorkommenden Grundformen der Orchideenarten, Tafel 50

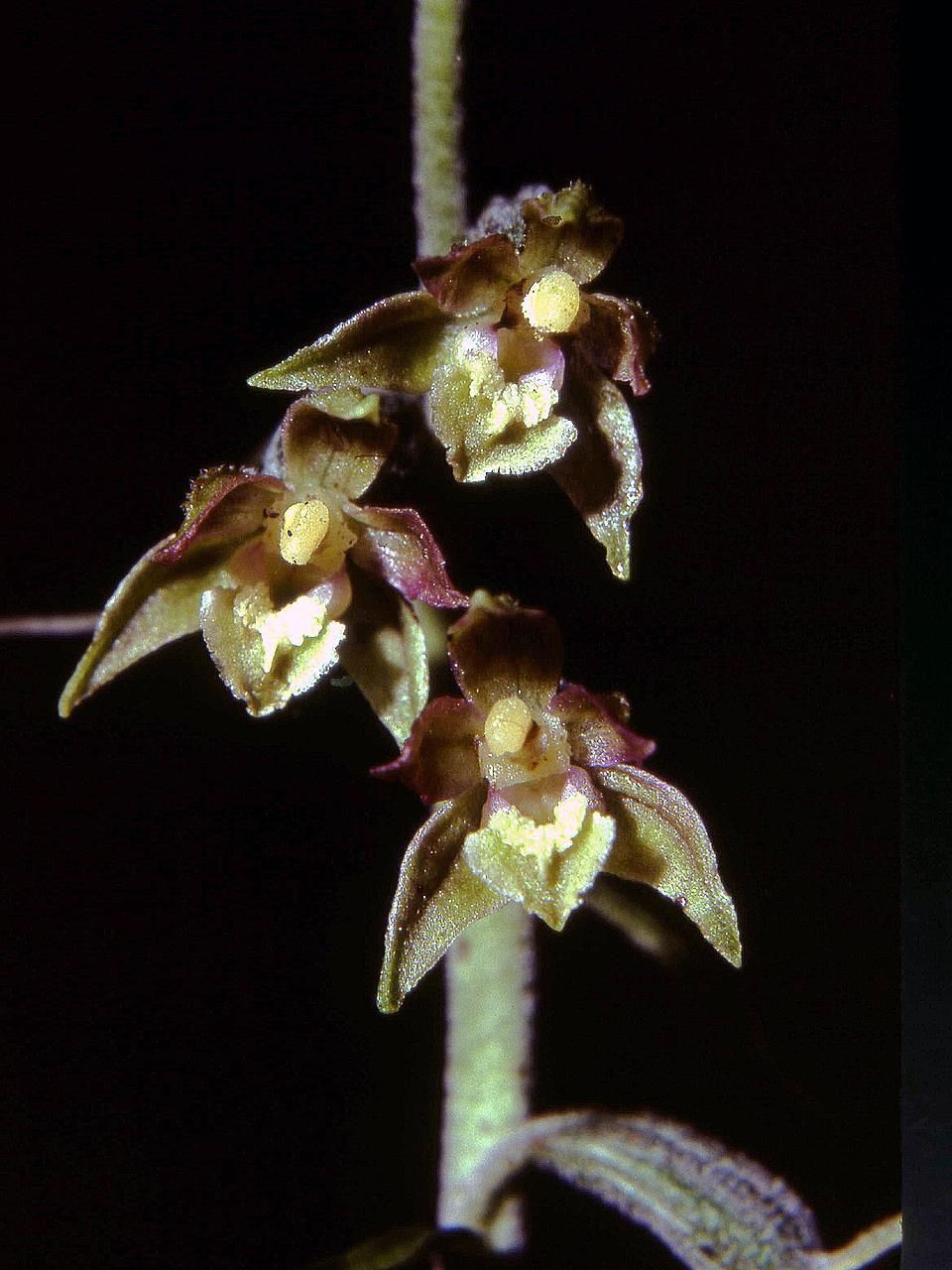
Sektion Rhytidochilium: Kleinblättrige Stendelwurz (Epipactis microphylla)

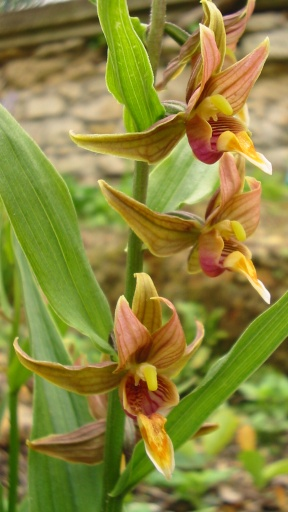
Epipactis gigantea

Erich Klein nahm 2005 eine Neugliederung der Gattung in Sektionen vor (mit Liste der darin enthaltenen Arten):
- Sektion Arthrochilium Irmisch

- Sumpf-Stendelwurz (Epipactis palustris (L.) Crantz)

- Sektion Cymbochilium Schlechter

- Germerblättrige Stendelwurz (Epipactis veratrifolia Boiss. & Hohen.)

- Sektion Epipactis

- Untersektion Epipactis

- Epipactis degenii Szentp. & Mónus (Sie wird von manchen Autoren auch als Unterart Epipactis helleborine subsp. degenii (Szentp. & Mónus) Kreutz angesehen.)
- Epipactis densifolia W.Hahn, Passin & R.Wegener (Sie wird von manchen Autoren auch als Unterart Epipactis helleborine subsp. densifolia (W.Hahn, Passin & R.Wegener) Kreutz angesehen)
- Kurzblättrige Stendelwurz (Epipactis distans Arv.-Touv.).(Sie wird von manchen Autoren auch als Unterart Epipactis helleborine subsp. orbicularis (K.Richt.) E.Klein angesehen)
- Epipactis duriensis Bernardos, D.Tyteca, Revuelta & Amich (Syn.: Epipactis tremolsii Pau, Epipactis helleborine subsp. tremolsii (Pau) E.Klein)
- Epipactis guegelii Robatsch: Sie kommt in Rumänien vor.
- Breitblättrige Stendelwurz (Epipactis helleborine (L.) Crantz). Mit den Unterarten:

- Epipactis helleborine subsp. helleborine (Syn.: Epipactis magnibracteata C.Schweinf., Epipactis tenii Schltr., Epipactis heraclea P.Delforge & Kreutz)
- Epipactis helleborine subsp. latina W.Rossi & E.Klein
- Epipactis helleborine subsp. neerlandica (Verm.) Buttler

- Epipactis lapidocampi E.Klein & Laminger (Sie wird von R. Govaerts als Synonym zu Epipactis muelleri Godfery gestellt)
- Epipactis turcica Kreutz: Sie kommt von den Inseln der östlichen Ägäis bis zur Türkei vor.

- Untersektion Porphyreochromatae E. Klein

- Epipactis bithynica Robatsch (Sie wird von R. Govaerts zu Epipactis helleborine subsp. bithynica (Robatsch) Kreutz gestellt)
- Epipactis lusitanica D.Tyteca: Sie kommt in Marokko, in Portugal und im südwestlichen Spanien vor.
- Epipactis meridionalis H.Baumann & R.Lorenz: Sie kommt in Italien und Sizilien vor.
- Epipactis rechingeri Renz: Sie kommt im nördlichen Iran vor.
- Zyprische Stendelwurz (Epipactis troodi H. Lindb.): Sie kommt auf Zypern, Kreta und in der Türkei vor.
- Violette Stendelwurz (Epipactis purpurata Sm., Syn: Epipactis pollinensis B.Baumann & H.Baumann, Epipactis pseudopurpurata Mered'a)

- Untersektion Autogamepactis E. Klein

- Epipactis aspromontana Bartolo, Pulv. & Robatsch (Sie wird von R. Govaerts zu Epipactis leptochila subsp. aspromontana (Bartolo, Pulv. & Robatsch) Kreutz gestellt)
- Epipactis bugacensis Robatsch: Sie kommt mit zwei Unterarten in Südwesteuropa und in Mitteleuropa vor.
- Epipactis campeadorii P.Delforge (Sie wird von R. Govaerts zu Epipactis bugacensis subsp. rhodanensis (Gévaudan & Robatsch) Wucherpf. gestellt)
- Kretische Stendelwurz (Epipactis cretica Kalop. & Robatsch)
- Epipactis dunensis (T.Stephenson & T.A.Stephenson) Godfery (Syn.: Epipactis muelleri var. dunensis (T.Stephenson & T.A.Stephenson) P.D.Sell, Epipactis peitzii var. sancta P.Delforge, Epipactis sancta (P.Delforge) P.Delforge, Epipactis leptochila subsp. sancta (P.Delforge) Kreutz, Epipactis dunensis subsp. sancta (P.Delforge) Kreutz, Epipactis dunensis subsp. tynensis Kreutz; es werden keine Subtaxa akzeptiert): Sie kommt nur vom nördlichen England bis nördlichen Wales vor.
- Epipactis flaminia P.R.Savelli & Aless.: Sie kommt im östlichen Mitteleuropa vor.
- Epipactis futakii Mered'a & Potucek (Syn.: Epipactis leptochila subsp. futakii (Mered'a & Potucek) Kreutz): Sie kommt in Tschechien und in Ungarn vor.
- Epipactis greuteri H.Baumann & Künkele: Sie kommt in Südosteuropa und im östlichen Mitteleuropa vor.
- Epipactis komoricensis Mered'a (Syn.: Epipactis leptochila subsp. komoricensis (Mered'a) Kreutz): Sie kommt in Tschechien vor.
- Schmallippige Stendelwurz (Epipactis leptochila (Godfery) Godfery, Syn.: Epipactis thesaurensis Agrezzi, Ovatoli & Bongiorni, Epipactis peitzii H.Neumann & Wucherpf.) Sie kommt in mehreren Unterarten in Europa und im Kaukasusraum vor.
- Müllers Stendelwurz (Epipactis muelleri Godfery)
- Epipactis nauosaensis Robatsch (Syn.: Epipactis leptochila subsp. naousaensis (Robatsch) Kreutz): Sie kommt im nördlichen Griechenland vor.
- Übersehene Stendelwurz (Epipactis neglecta Kümpel, Epipactis leptochila subsp. neglecta Kümpel): Sie kommt in Mitteleuropa und in Südosteuropa vor.
- Epipactis nordeniorum Robatsch (Syn.: Epipactis mecsekensis A.Molnár & Robatsch, Epipactis moravica Batoušek): Sie kommt im südlichen und im östlichen Mitteleuropa vor.
- Epipactis olympica Robatsch: Sie kommt in Griechenland vor.
- Epipactis placentina Bongiorni & P.Grünanger: Sie kommt von der Schweiz bis Sizilien vor.
- Epipactis pontica Taubenheim: Sie kommt vom östlichen Mitteleuropa bis zur nördlichen Türkei vor.
- Epipactis provincialis Aubenas & Robatsch (Syn.: Epipactis leptochila subsp. provincialis (Aubenas & Robatsch) J.-M.Tison): Sie kommt im südlichen Frankreich vor.
- Rhone-Stendelwurz (Epipactis rhodanensis Gévaudan & Robatsch, Epipactis bugacensis subsp. rhodanensis (Gévaudan & Robatsch) Wucherpf.): Sie kommt in Südwesteuropa und in Mitteleuropa vor.
- Epipactis sancta (P.Delforge) P.Delforge (Syn.: Epipactis dunensis subsp. sancta (P.Delforge) Kreutz)
- Epipactis schubertiorum Bartolo, Pulv. & Robatsch: Sie wird von R. Govaerts als Unterart Epipactis helleborine subsp. schubertiorum (Bartolo, Pulv. & Robatsch) Kreutz angesehen.
- Epipactis voethii Robatsch: Sie wird von R. Govaerts als Synonym von Epipactis helleborine subsp. shelleborine angesehen.

- Sektion Ripariphilae E. Klein

- Elbe-Stendelwurz (Epipactis albensis Nováková & Rydlo): Sie kommt in Mitteleuropa und in Südosteuropa vor.
- Epipactis confusa D.P.Young: Sie wird von R. Govaerts als Synonym zu Epipactis phyllanthes G.E.Sm. var. phyllanthes gestellt.
- Epipactis fageticola (C.E.Hermos.) Devillers-Tersch. & Devillers: Sie kommt in Südwesteuropa und in Mitteleuropa vor.
- Epipactis fibri Scappat. & Robatsch (Syn.: Epipactis albensis var. fibri (Scappat. & Robatsch) P.Delforge): Sie kommt in Frankreich vor.
- Epipactis gracilis (Hook.f.) A.A.Eaton (Wird von manchen Autoren auch als Cystorchis gracilis (Hook.f.) Holttum zur Gattung Cystorchis gestellt)
- Persische Stendelwurz (Epipactis persica (Soó) Hausskn. ex Nannf.): Sie kommt von den Inseln der östlichen Ägäis bis zum westlichen Himalaja vor.
- Grünblütige Stendelwurz (Epipactis phyllanthes G.E.Sm.; Syn.: Epipactis confusa D.P.Young): Sie kommt im westlichen und im nordwestlichen Europa vor. Im Mitteleuropa hat sie Vorkommen in Belgien, im östlichen Dänemark, in Schleswig-Holstein, Nordrhein-Westfalen und auf Rügen.
- Epipactis stellifera Di Antonio & Veya: Sie kommt in der Schweiz vor.
- Epipactis tallosii A.Molnár & Robatsch: Sie kommt in Tschechien, Ungarn und im nordöstlichen Italien vor.

- Sektion Rhytidochilium E. Klein

- Braunrote Stendelwurz (Epipactis atrorubens (Hoffm.) Besser, Syn.: Epipactis danubialis Robatsch & Rydlo, Epipactis spiridonovii Devillers-Tersch. & Devillers, Epipactis subclausa Robatsch)
- Dichtblütige Stendelwurz (Epipactis condensata Boiss. ex D.P.Young): Sie kommt in zwei Unterarten von der Türkei bis zum Libanon, auf Zypern und im Kaukasusraum vor.
- Epipactis kleinii M.B.Crespo & M.R.Lowe & Piera: Sie kommt von Spanien bis zum südlichen Frankreich vor.
- Kleinblättrige Stendelwurz (Epipactis microphylla (Ehrh.) Sw.): Sie kommt von Europa bis zum Iran vor.

Weitere Arten sind (ohne Zuordnung zu einer Sektion):
- Epipactis africana Rendle: Sie kommt vom südwestlichen Äthiopien bis zum nördlichen Mosambik vor.[4]
- Epipactis autumnalis Doro: Sie wurde 2007 aus dem nordöstlichen Italien erstbeschrieben.[4]
- Epipactis calabrica U.Grabner, S.Hertel & Presser: Sie wurde 2014 aus Süditalien erstbeschrieben.[4]
- Epipactis cupaniana C.Brullo, D'Emerico & Pulv.: Dieser Endemit wurde 2013 aus Sizilien erstbeschrieben.[4]
- Epipactis etrusca Presser & S.Hertel: Sie wurde 2014 Italien aus erstbeschrieben.[4]
- Epipactis flava Seidenf. (Syn.: Epipactis atromarginata Seidenf.): Sie kommt in Thailand, Myanmar, Laos und Vietnam vor.[4]
- Epipactis gigantea Douglas ex Hook.: Sie kommt vom südwestlichen Kanada bis zum nördlichen Mexiko vor.[4] (Vermutlich Sektion Cymbochilium)
- Epipactis hyblaea Brullo & Zimmitti: Sie wurde 2014 Italien aus erstbeschrieben.[4]
- Epipactis ioessa Bongiorni, De Vivo, Fori & Romolini: Sie wurde 2007 aus Italien erstbeschrieben.[4]
- Epipactis krym-montana Kreutz, Fateryga & Efimov: Dieser Endemit wurde 2014 von der Krim erstbeschrieben.[4]
- Epipactis mairei Schltr.: Sie kommt von Nepal bis China vor.[4]
- Epipactis ohwii Fukuy.: Sie kommt in Taiwan vor.[4]
- Epipactis pinovica S.Hertel, Tsiftsis & Z.Antonop.: Sie wurde 2014 aus Griechenland erstbeschrieben.[4]
- Epipactis sanguinea S.Hertel & Presser: Sie wurde 2014 Italien aus erstbeschrieben.[4]
- Epipactis savelliana Bongiorni, De Vivo & Fori: Sie wurde 2007 aus Mittelitalien erstbeschrieben.[4]
- Epipactis taurica Fateryga & Kreutz: Dieser Endemit wurde 2012 von der Krim erstbeschrieben.[4]
- Epipactis thunbergii A. Gray (vermutlich Sektion Arthrochilium): Sie kommt von Russlands Fernen Osten bis ins südliche Korea und von Japan bis zu den Nansei-Inseln vor.[4]
- Epipactis ulugurica Mansf.: Dieser Endemit kommt nur im Ulugurugebirge in Tansania vor.[4]
- Epipactis xanthophaea Schltr.: Sie kommt im nördlichen China vor.[4]

### Versuch der Ausgliederung einer GattungArthrochilium
Dariusz L. Szlachetko hielt 2003 die Unterschiede der Sektionen Arthrochilium und Cymbochilium zur Sektion Epipactis für ausreichend, um diese Sektionen unter dem Namen Arthrochilium (Irmisch) Beck in den Rang einer eigenen Gattung zu erheben. Dies betrifft die Arten Epipactis africana, Epipactis atromarginata, Epipactis flava, Epipactis gigantea, Epipactis handelii, Epipactis mairei, Epipactis royleana, Epipactis schensiana, Epipactis setchuanica, Epipactis thunbergii, Epipactis ulugurica, Epipactis veratrifolia, Epipactis wilsonii, Epipactis xanthophaea. 2007 kamen dann noch die Arten Epipactis alata und Epipactis atromarginata hinzu. Die Art Epipactis palustris rechnete er als Arthrochilium palustre (L.) Beck von Anfang an dazu. Doch in nachfolgenden Floren und Revisionen hat sich diese Ansicht nicht durchgesetzt.

### Naturhybriden
Es gibt einige Naturhybriden.